# Edward Adams (cầu thủ bóng đá)
Arthur Edward Adams (12 tháng 11 năm 1908 – tháng 7 năm 1981) là một cầu thủ bóng đá thi đấu ở vị trí tiền đạo cánh trái ở Football League cho Tranmere Rovers.